# Thomas Fuller (historien)
Pour les articles homonymes, voir Thomas Fuller et Fuller.
Thomas Fuller (1608, † 16 août 1661) est un homme d’église et historien anglais, grand partisan de l'État de droit / rule of law qui consiste à placer toute personne - y compris le roi, sous la prééminence de la loi. 

## Publications
- 1631, David's Heinous Sinne.

- 1639, The Histories of the Holly Warre, and history of the crusades.
- 1640 / 1647, Joseph's party-coloured Coat.
- 1642, The Holy State and Prophane State.
- 1650 / 1869, A Pisgah-sight of Palestine.
- 1651, Abel Redevivus.
- 1655, Church History of Britain.
- 1732, Gnomologia Adagies and Proverbs.[Information douteuse]
- 1868, The Poems and Translation in verse.
- Worthies of England (posthume).

Cartes, dessins et territoires du Pays de Canaan répartis entre les douze tribus d’Israël -  A Pisgah-Sight of Palestine

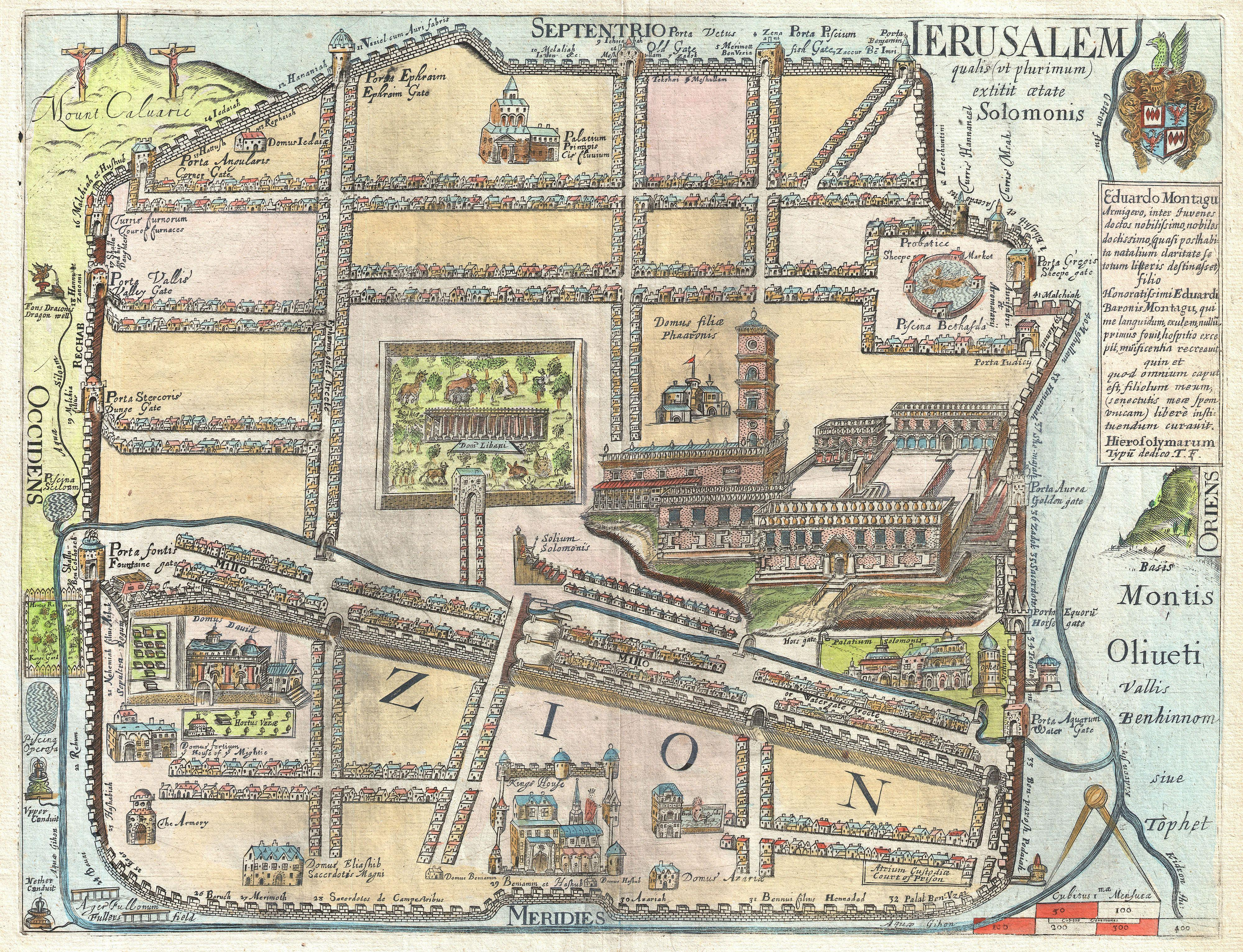
Jérusalem imaginée sous le roi Salomon, 1650
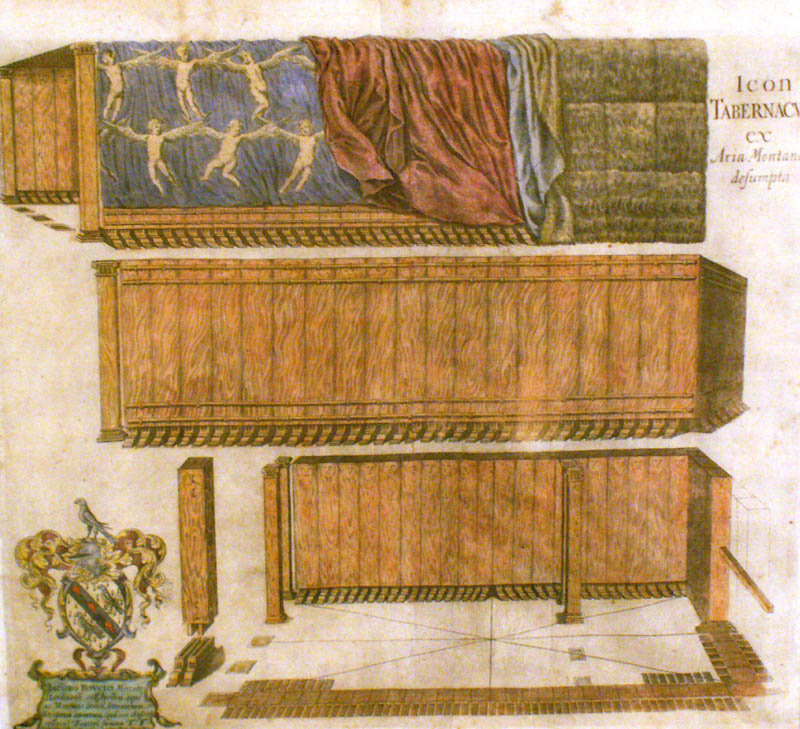
Icon Tabernaculi
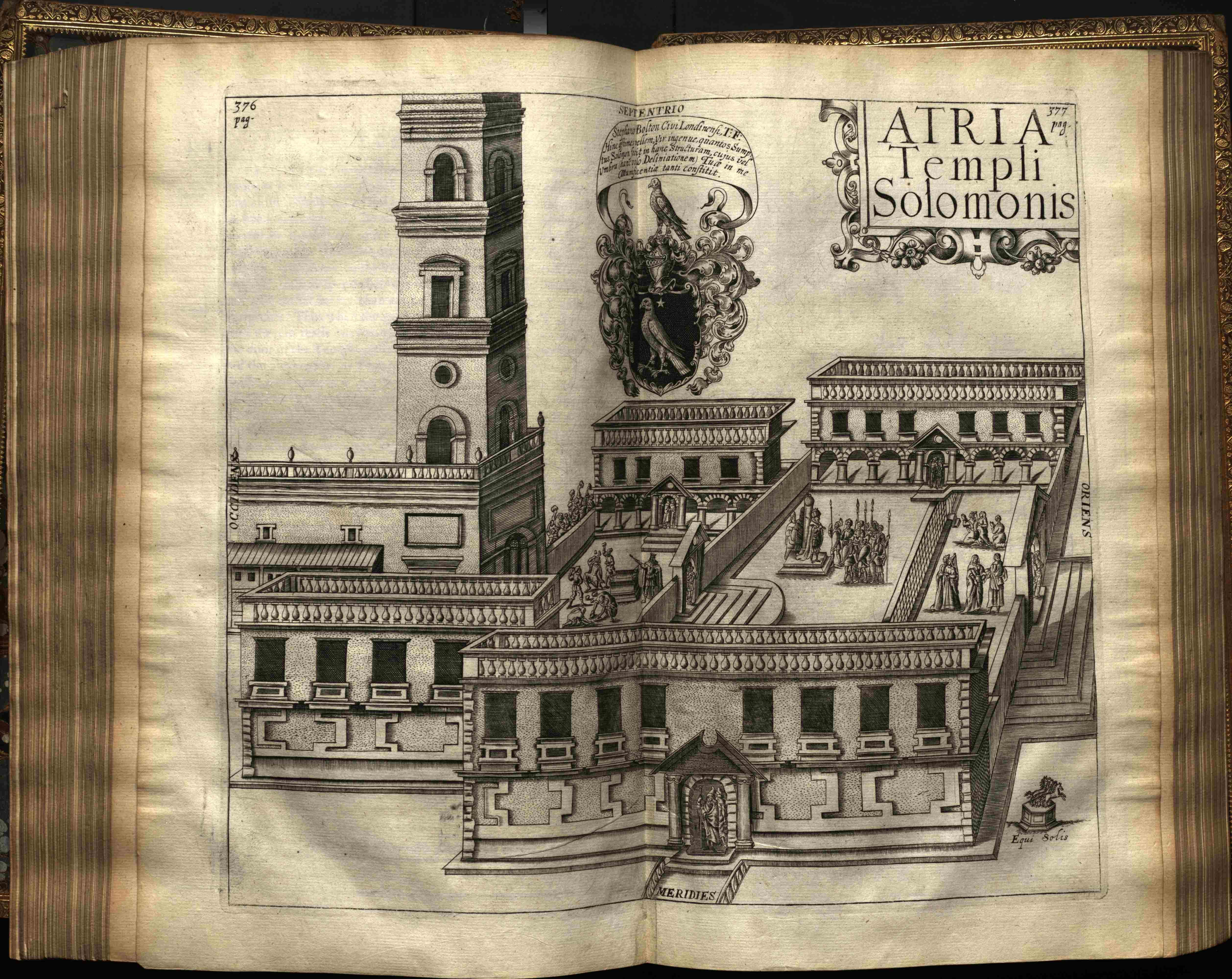
Atria Templi Solominis
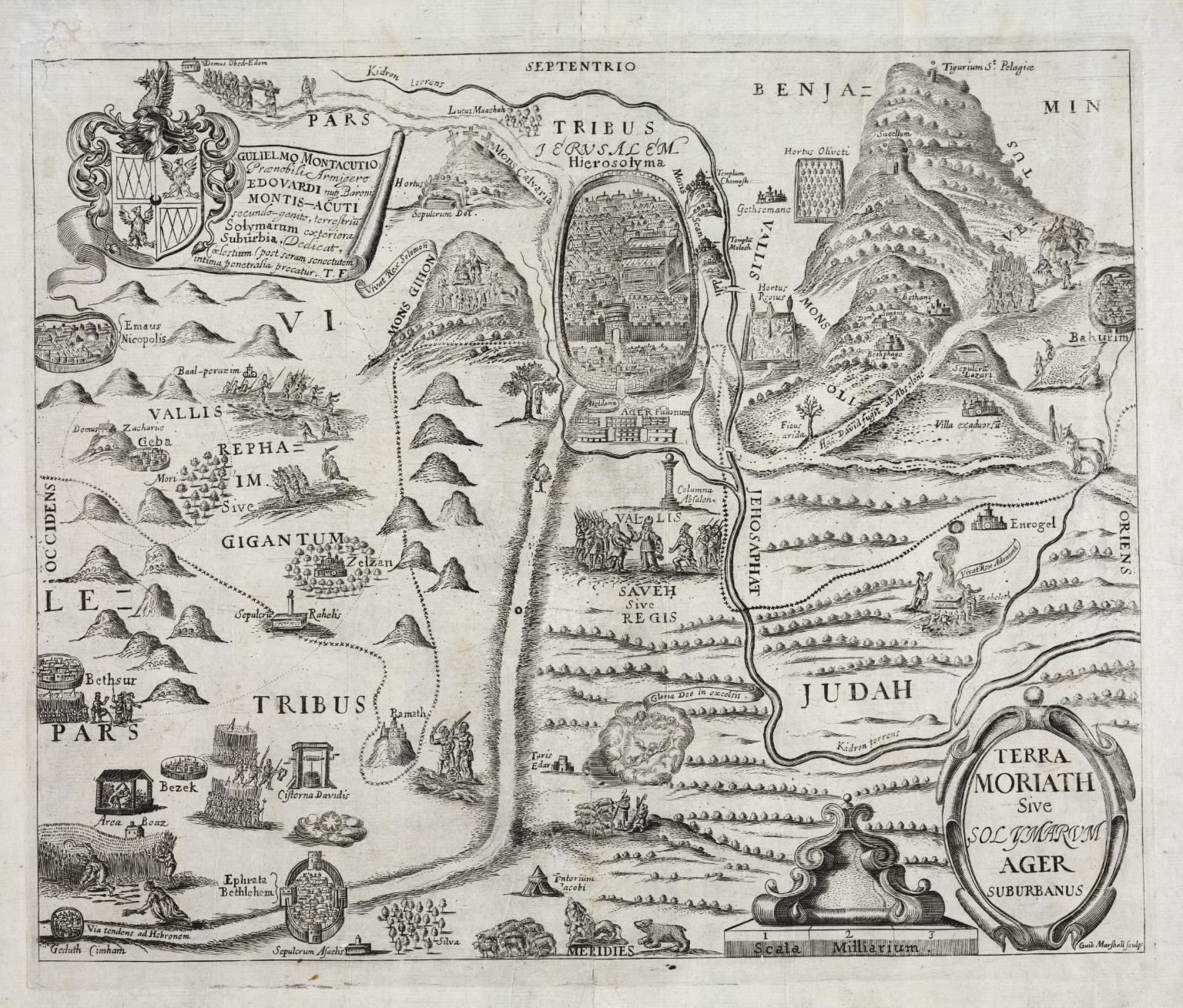
Terra Moriath
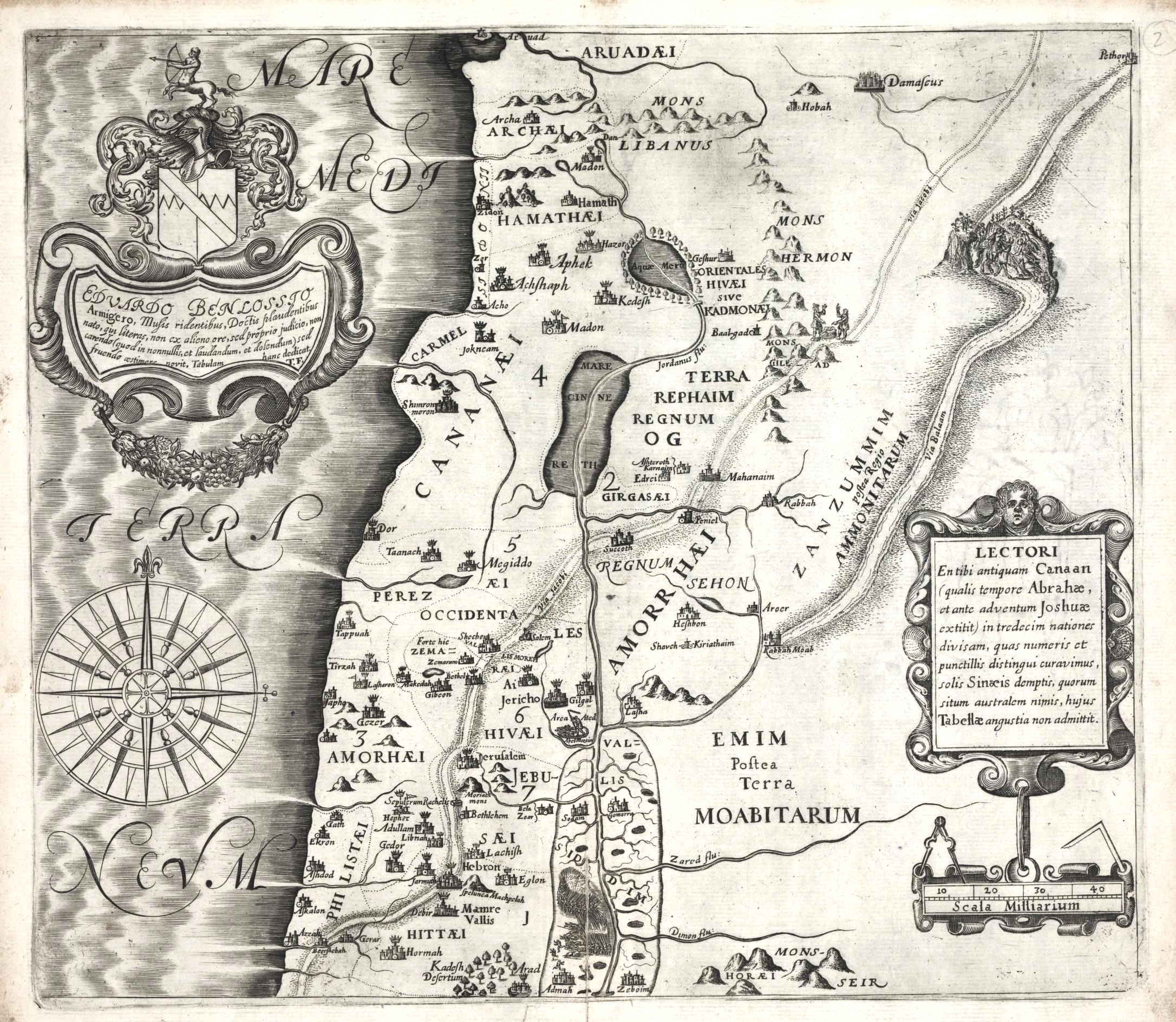
Terra Canaan
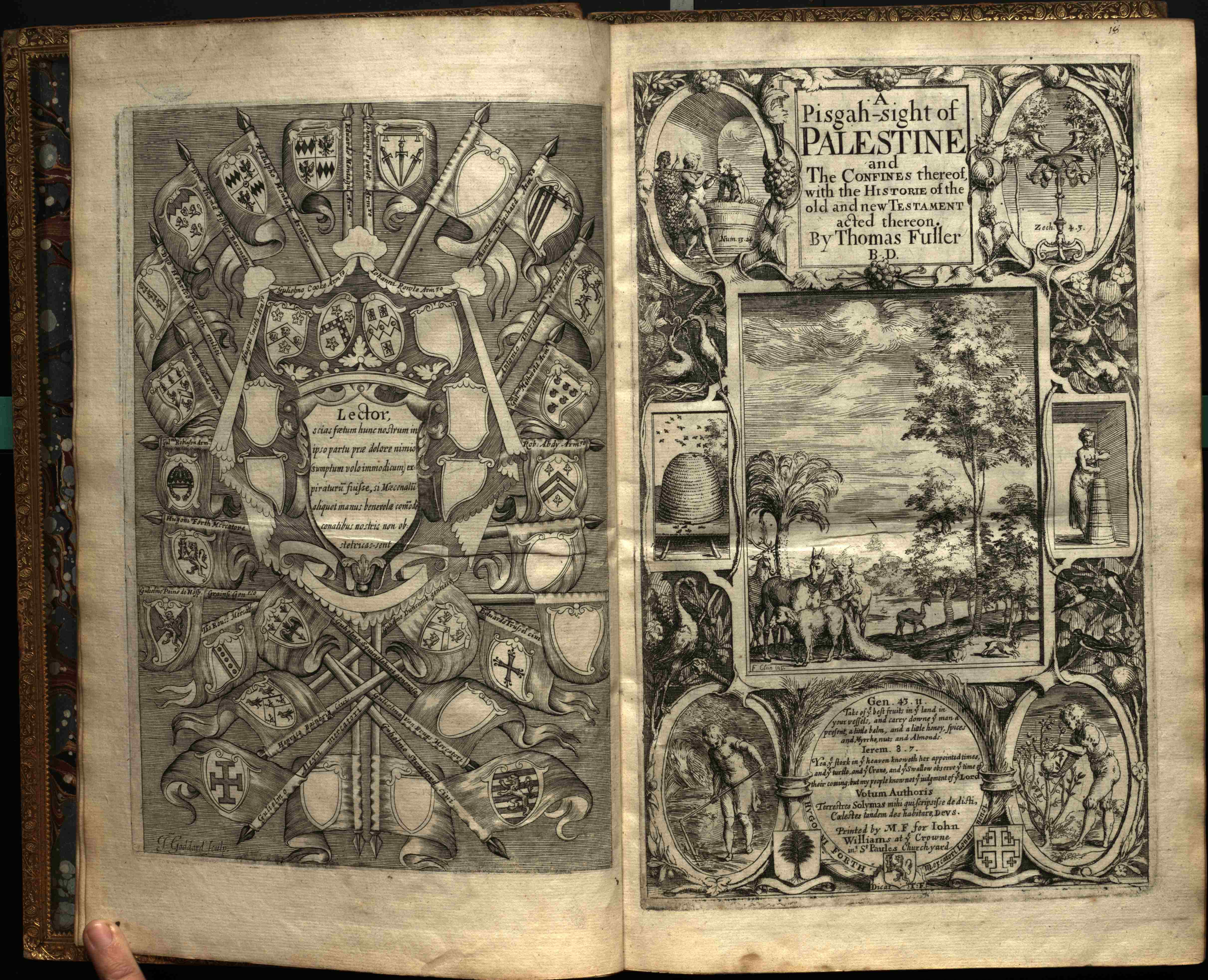
Pisgah-sight of Palestine
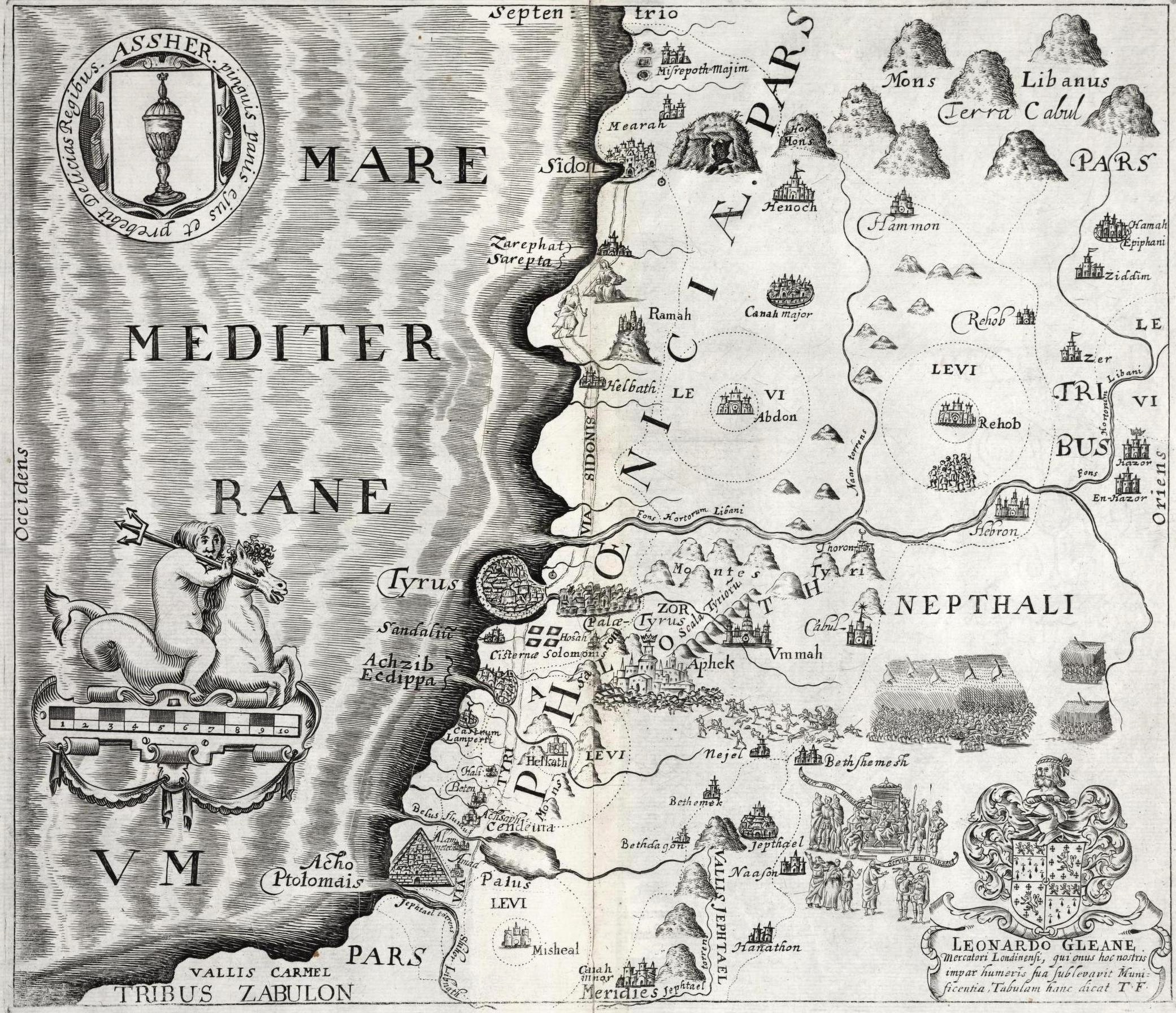
Tribu d'Asher
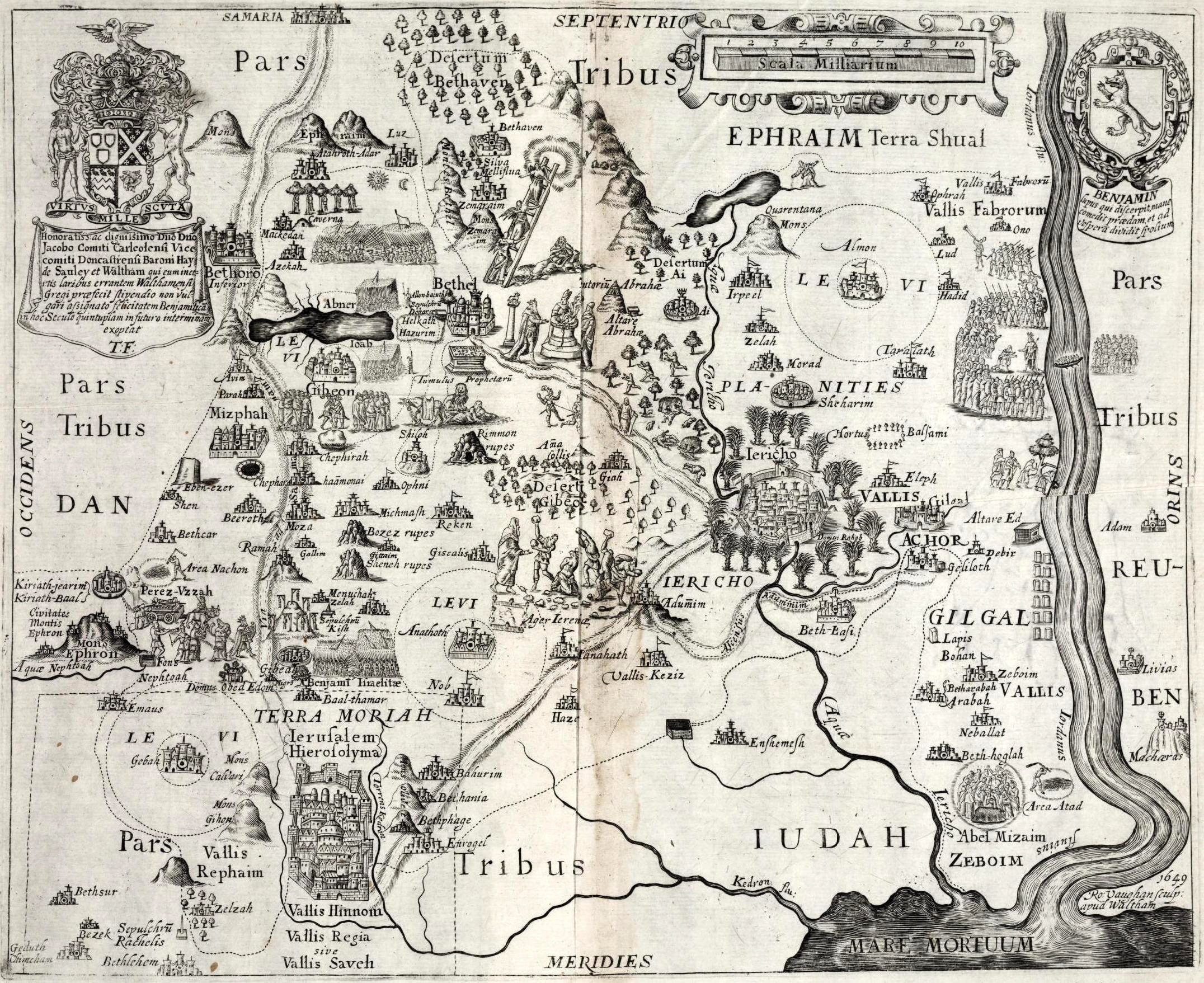
Tribu de Benjamin
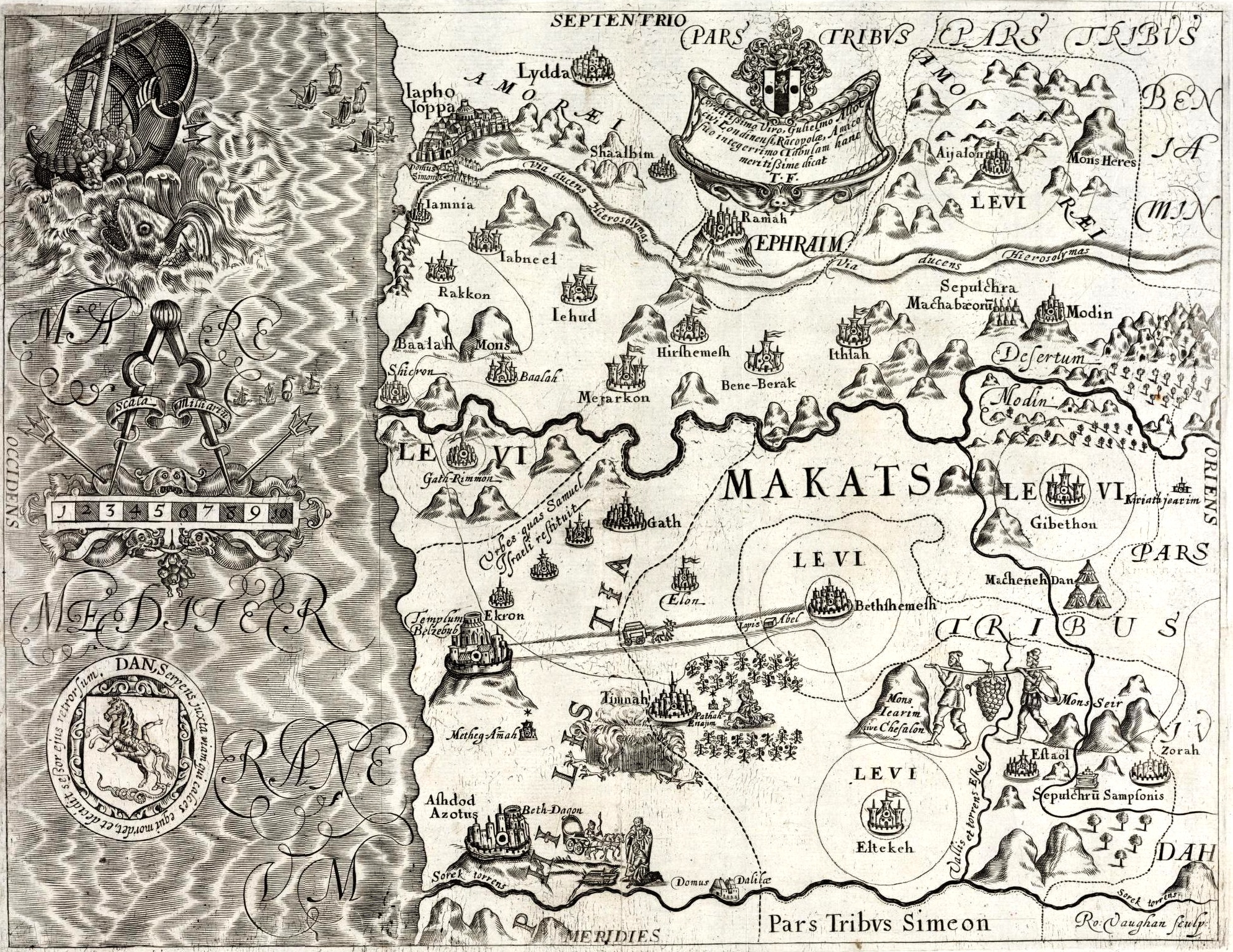
Tribu de Dan
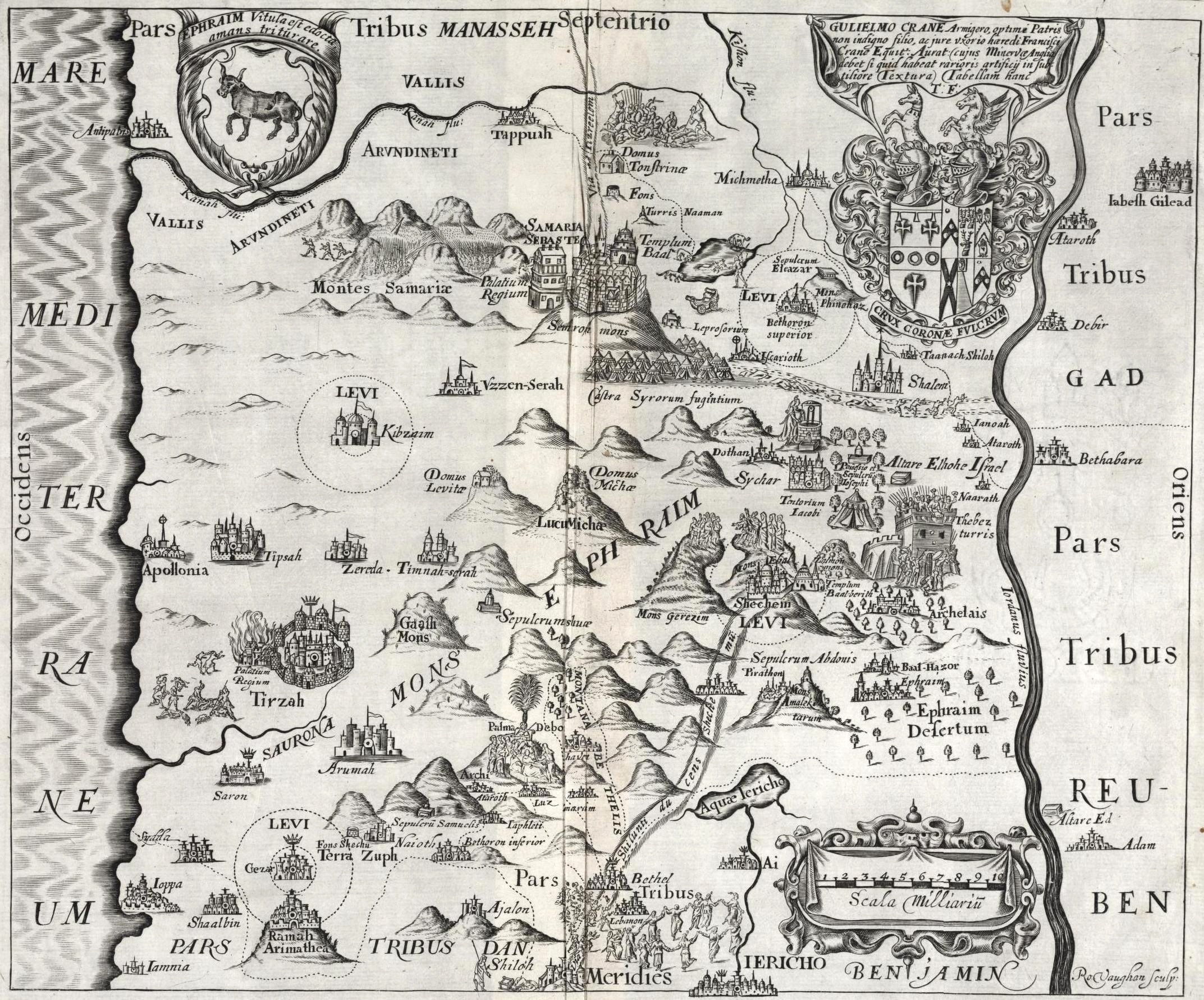
Tribu d'Éphraim
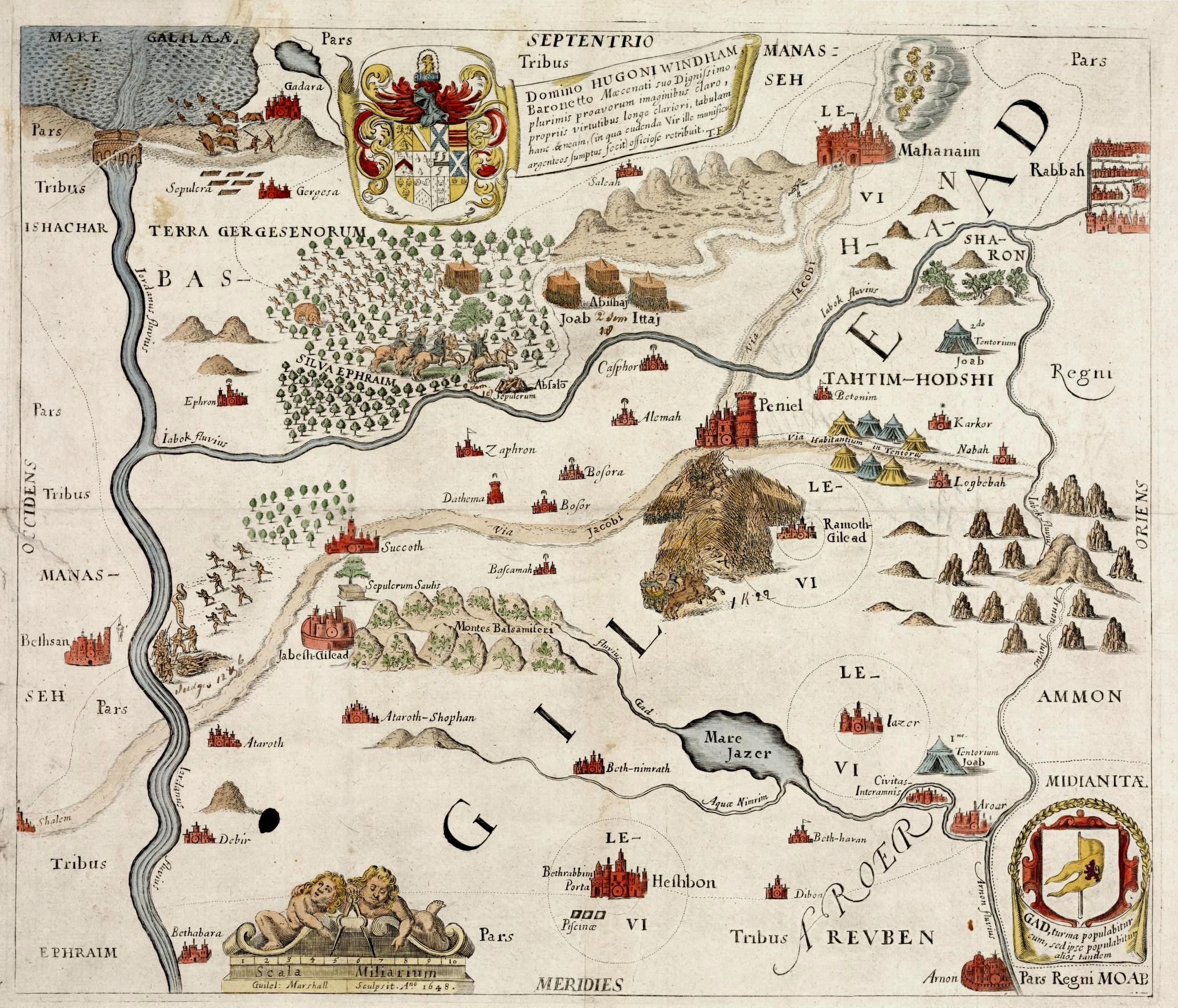
Tribu de Gad
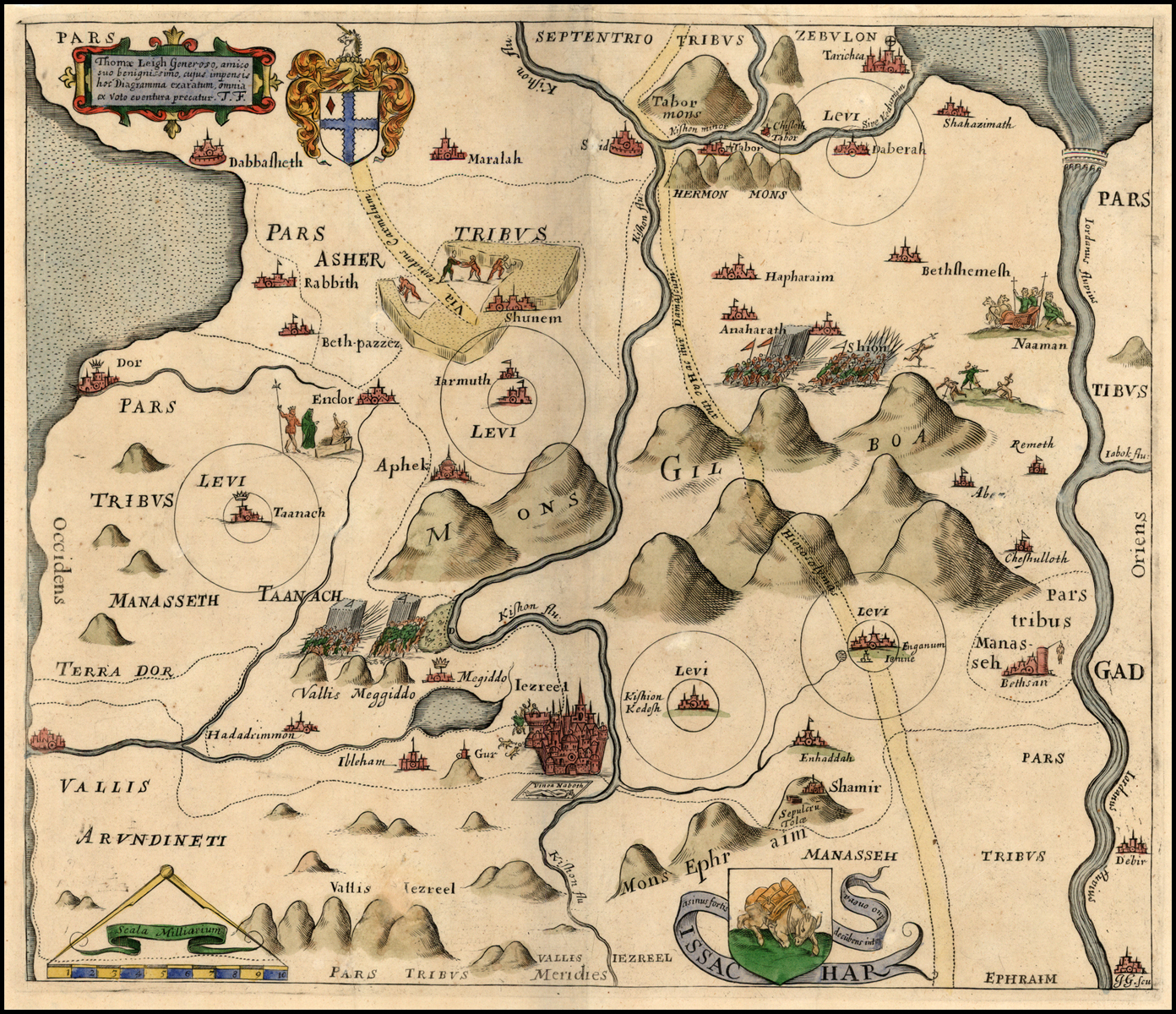
Tribu d'Issacar
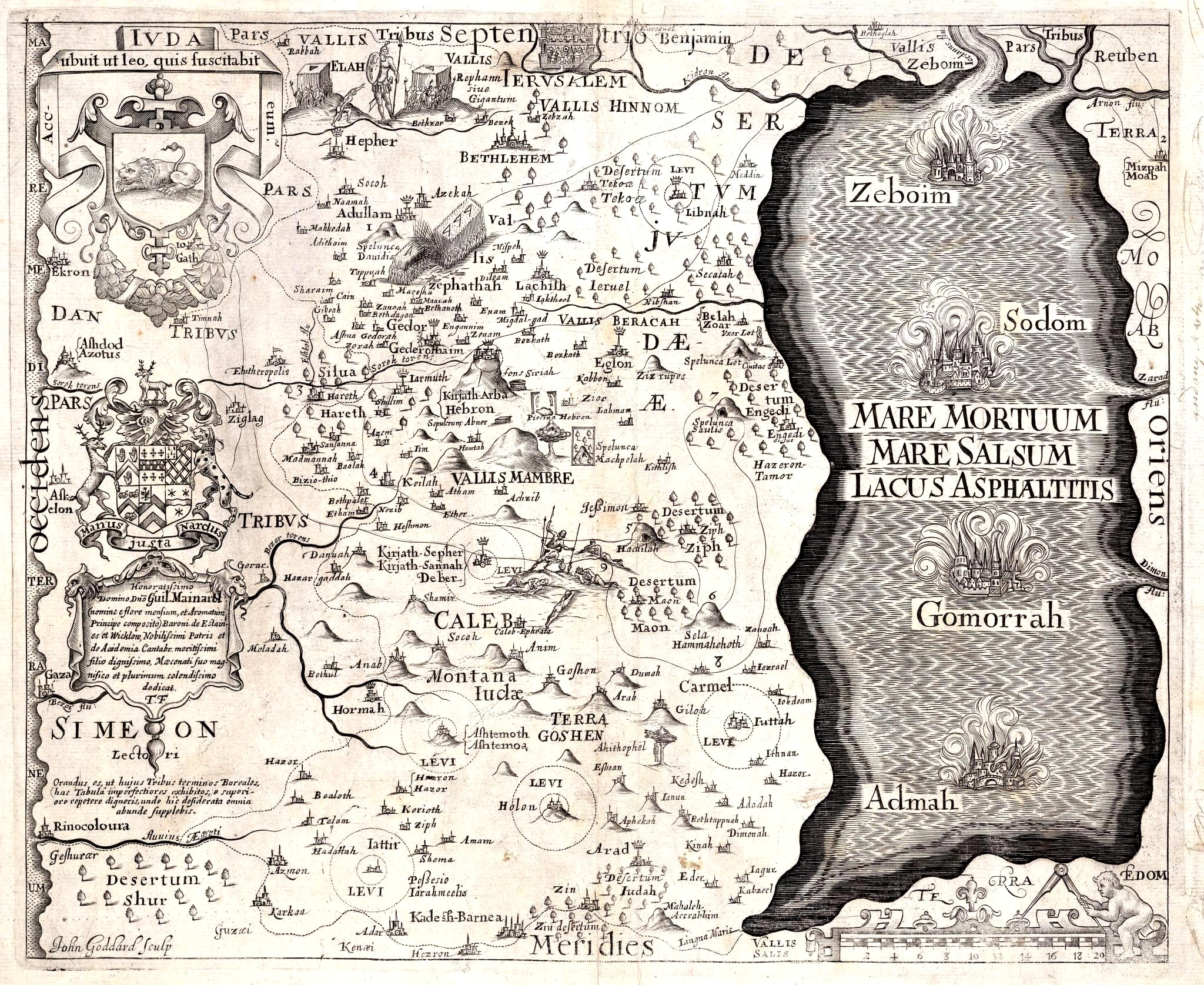
Tribu de Judah
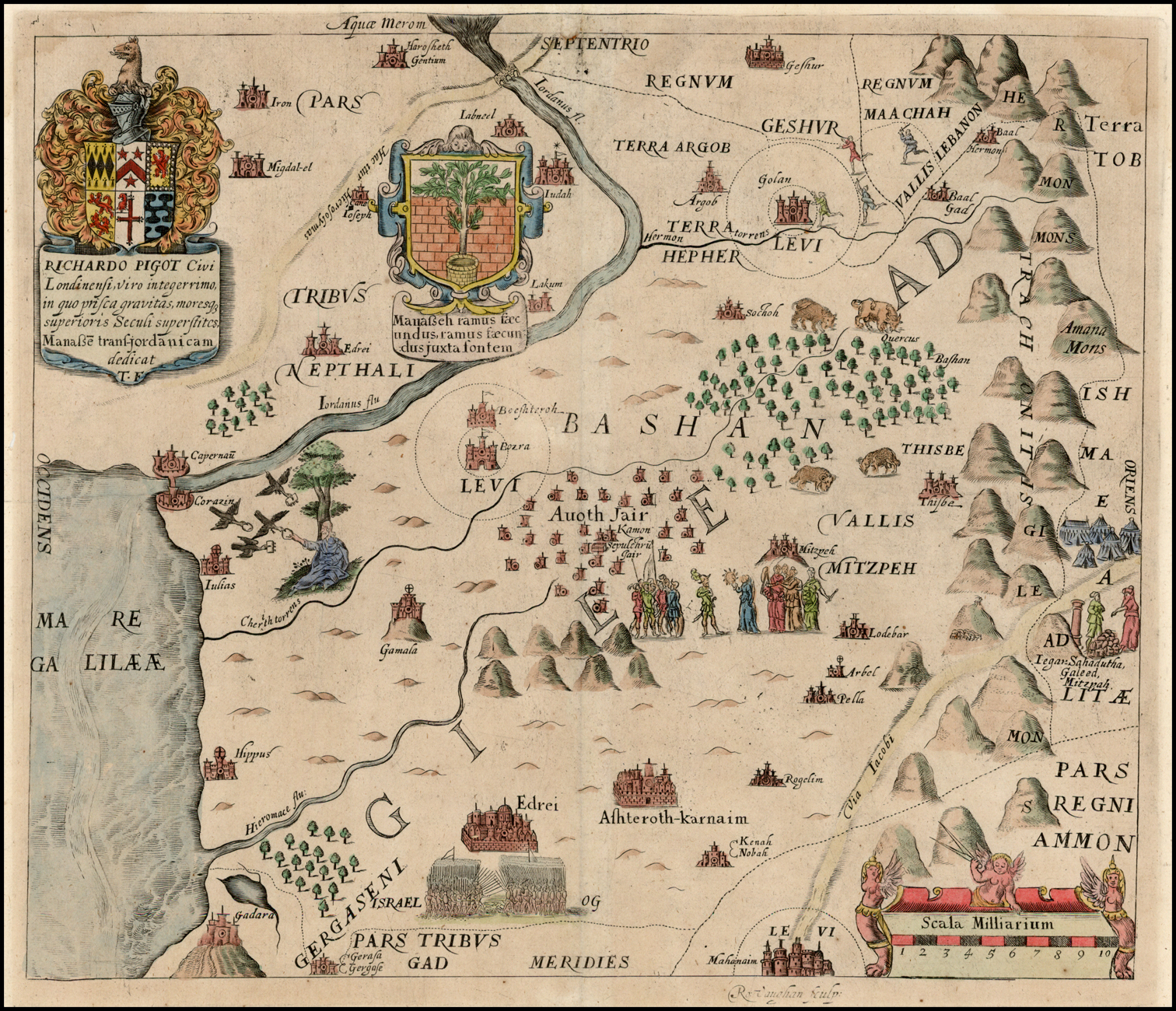
Tribu de Manassé
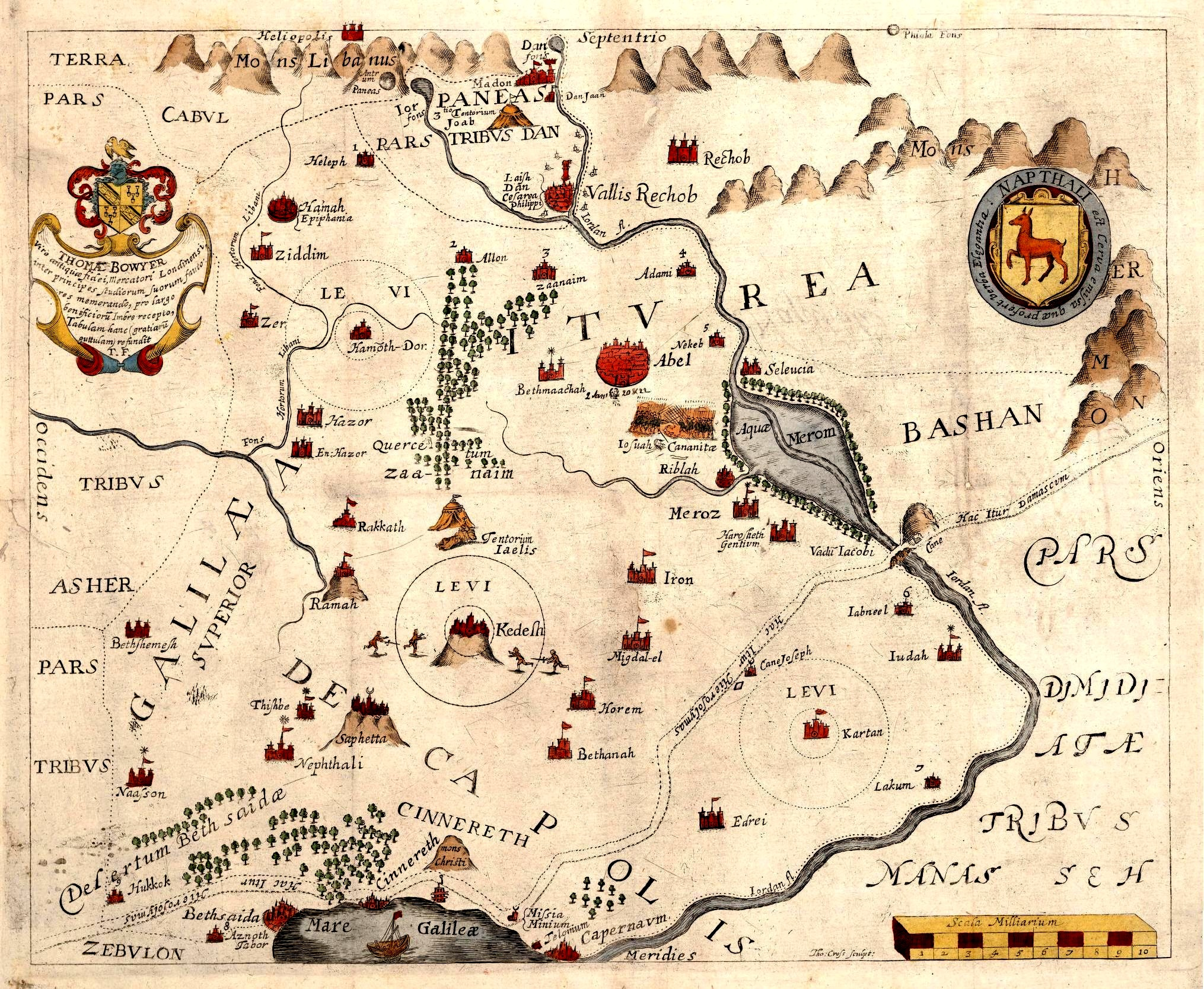
Tribu de Naphtali
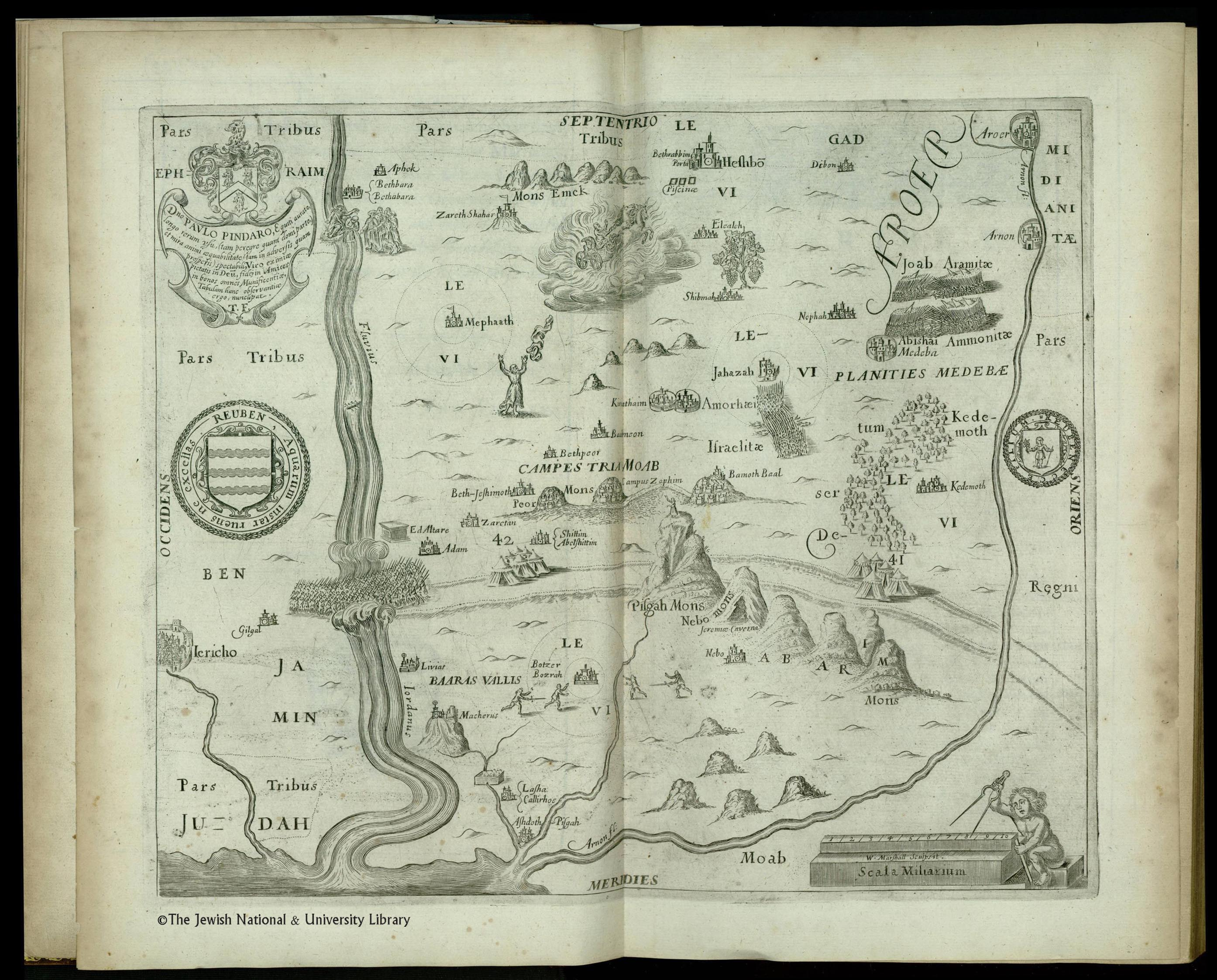
Tribu de Réuben
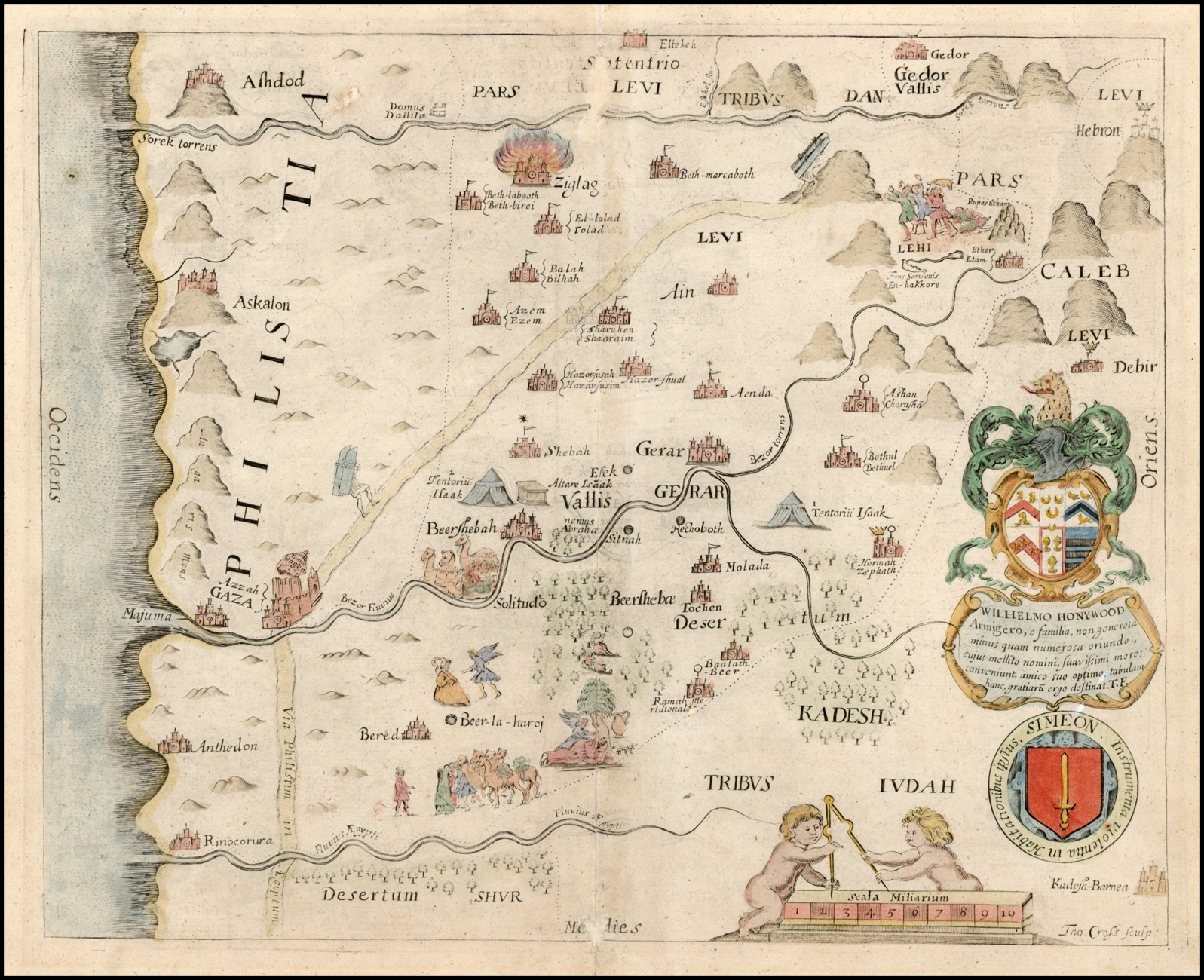
Tribu de Siméon
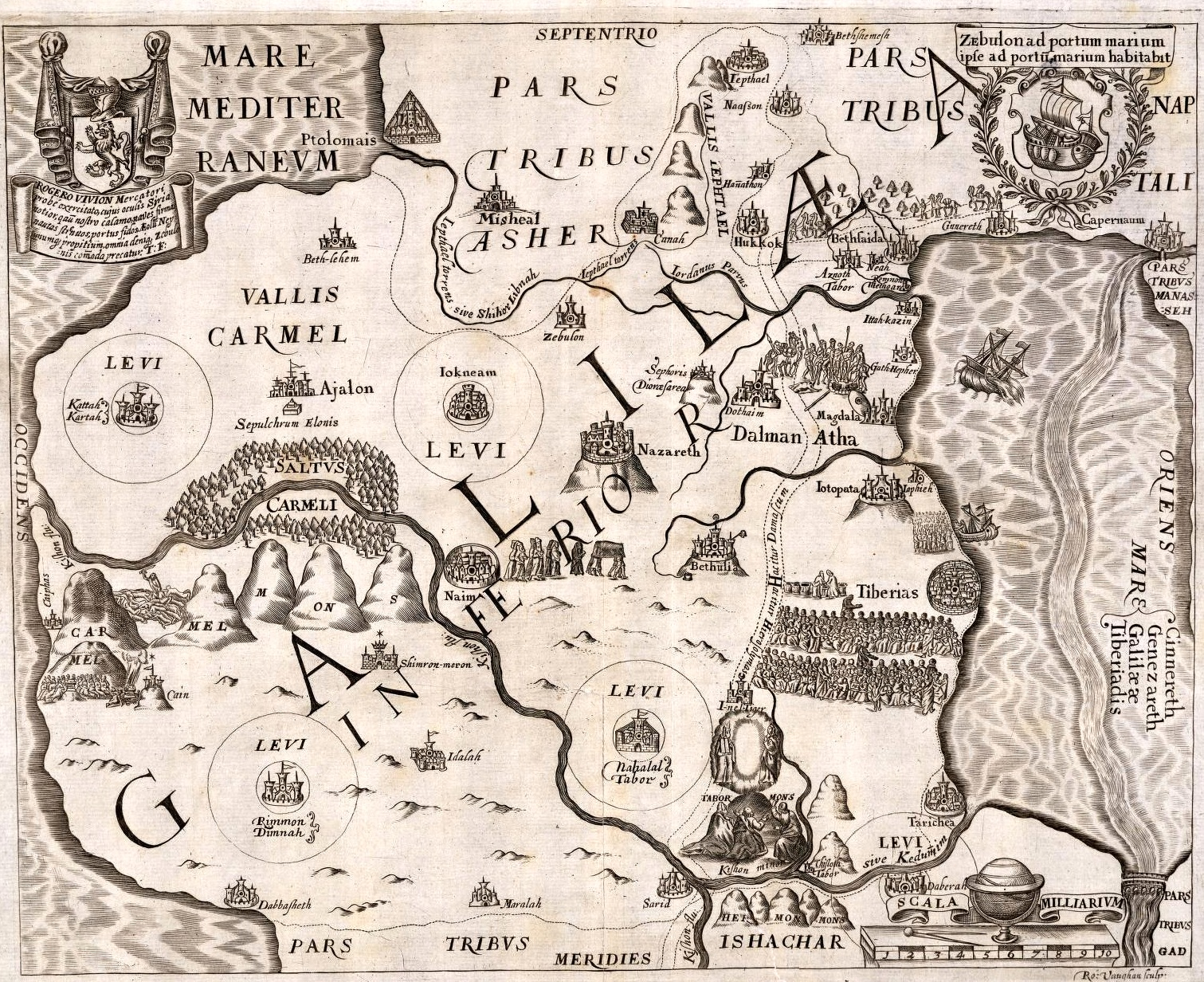
Tribu de Zabulon

## Source
- John Eglinton Bailey, Life of Thomas Fuller, éd. T.J. Day, Manchester (1894)
- Carte de Thomas Fuller à la bibliothèque de l’université de Floride